# Beringstedt
Beringstedt est une commune allemande de l'arrondissement de Rendsburg-Eckernförde, Land de Schleswig-Holstein.

## Géographie
| Lütjenwestedt |             | Todenbüttel |
| Seefeld       | Beringstedt | Osterstedt  |
|               | Puls        |             |

Beringstedt se trouve sur la ligne de Neumünster à Heide.

## Histoire
Des découvertes géologiques prouvent que la commune est habitée depuis l'âge de pierre.